# Cumnor
Cumnor är en by och en civil parish cirka 3,5 kilometer utanför Oxford i England. I Cumnors  civil parish ligger även Cumnor Hill, Chawley, Dean Court, Chilswell, Farmoor och Swinford. Cumnor låg tidigare i Berkshire men förändringar i gränserna mellan grevskapen medförde att byn sedan 1974 ligger i Oxfordshire.
Byn ligger cirka 2 kilometer sydväst om Botley, och väster om A420 till Swindon.

## Offentliga inrättningar
Cumnor har två pubar, the Vine och the Bear and Ragged Staff. Denna pub är uppkallad efter ätten Dudleys heraldiska vapen. Familjen Dudley ägde under renässansen ett herresäte, Cumnor Place, på orten. I byn finns även en kiosk, en slaktare, en hårfrisörska och en livsmedelsbutik som även fungerar som postkontor. Cumnor har tre kyrkor, Helige Mikaels Church of England församlingskyrka mitt i byn, Cumnor United Reformed Church på Leys Road och en frikyrka, Living Stones Christian Fellowship, som använder förskolan som samlingslokal. 

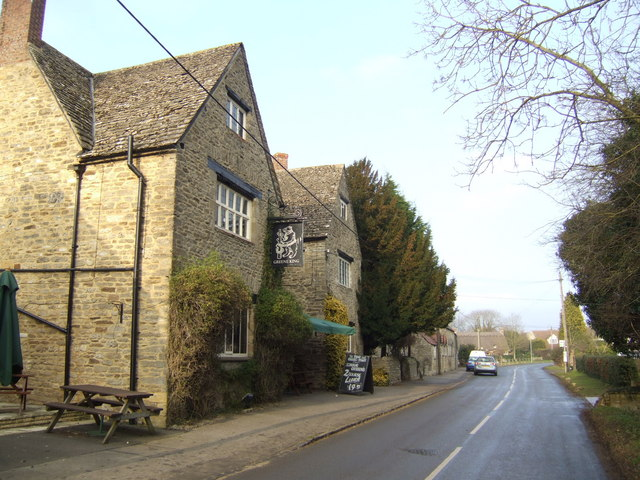
Puben, The Bear and Ragged Staff.

Byn har en fotbollsklubb och en  cricketklubb, båda är belägna på Appleton Road.
Cumnor har en förskola såväl som en grundskola, Matthew Arnold School.
Flera framstående personligheter har varit bosatta i Cumnor, bland invånarna år 2008 återfanns till exempel författaren Philip Pullman och tv-kocken Sophie Grigson.

## Historia
Den första historiska källan som nämner Cumnor, eller Cumanoran är från år 931. Namnet är av fornengelskt ursprung och betyder förmodligen "Sluttning som tillhör en man vid namn Cuma".
Under medeltiden var församlingen en av de största i Berkshire, och inbegrep Wytham, Seacourt, North Hinksey, South Hinksey och Wootton.
Under Elisabetansk tid blev Cumnor Place ökänt som platsen där Robert Dudleys första hustru Amy Robsart, omkom. Det ryktades att hon skulle ha mördats på sin mans order för att han skulle bli fri att gifta sig med Elisabet I. Huset revs år 1810, enligt lokal legend för att byborna klagade över att hemsökas av Amys ande.